# Водоп'яново
Водоп'яново (рос. Водопьяново) — село у Єланському районі Волгоградської області Російської Федерації.
Населення становить 103  особи. Входить до складу муніципального утворення Березовське сільське поселення.

## Історія
Село розташоване у межах українського історичного та культурного регіону Жовтий Клин.
Згідно із законом від 24 грудня 2004 року № 980-ОД органом місцевого самоврядування є Березовське сільське поселення.

## Населення
| 2010 | 2015 | 2016 |
| ---- | ---- | ---- |
| 102  | ↗104 | ↘103 |